# Lovisa Lindh
Lovisa Tora Yvonne Lindh (Ytterby, 9 luglio 1991) è una mezzofondista svedese.

## Palmarès
| Anno | Manifestazione    | Sede           | Evento      | Risultato  | Prestazione | Note                                     |
| ---- | ----------------- | -------------- | ----------- | ---------- | ----------- | ---------------------------------------- |
| 2009 | Europei juniores  | Novi Sad       | 800 m piani | Batteria   | 2'07"57     |                                          |
| 2010 | Mondiali juniores | Moncton        | 800 m piani | Batteria   | 2'10"51     |                                          |
| 2013 | Europei under 23  | Tampere        | 800 m piani | 7ª         | 2'08"99     |                                          |
| 2014 | Europei           | Zurigo         | 800 m piani | Semifinale | 2'02"60     |                                          |
| 2016 | Mondiali indoor   | Portland       | 800 m piani | Batteria   | 2'03"44     |                                          |
| 2016 | Europei           | Amsterdam      | 800 m piani | Bronzo     | 2'00"37     | Miglior prestazione personale            |
| 2016 | Giochi olimpici   | Rio de Janeiro | 800 m piani | Semifinale | 1'59"41     | Miglior prestazione personale            |
| 2017 | Europei indoor    | Belgrado       | 800 m piani | 4ª         | 2'01"37     | Miglior prestazione personale            |
| 2018 | Europei           | Berlino        | 800 m piani | 9ª         | 2'02"36     | Miglior prestazione personale stagionale |
| 2019 | Europei indoor    | Glasgow        | 800 m piani | Semifinale | 2'04"54     |                                          |
| 2019 | Mondiali          | Doha           | 800 m piani | Batteria   | 2'03"72     |                                          |
| 2021 | Europei indoor    | Toruń          | 800 m piani | Semifinale | 2'04"12     |                                          |
| 2022 | Europei           | Monaco         | 800 m piani | Batteria   | 2'03"48     |                                          |